# Amaury VII. z Montfortu
Amaury VII. z Montfortu (či také Amalrich nebo Aimery, 1195 - 1241, Otranto) byl hrabě z Montfortu, hrabě z Toulouse, vikomt z Albi, vikomt z Béziers a z Carcassonne.
Amaury byl nejstarším synem hraběte Simona IV. z Montfortu a Alix z Montmorency a účastnil se společně se svým otcem křížové výpravy proti katarům. Roku 1218 byl jeho otec zabit kamenem z praku při obléhání Toulouse a Amaury byl těžce poraněn kuší hraběte z Comminges. Poté se dále snažil získat toulouské hrabství. Roku 1230 se Amaury stal konetáblem Francie. Roku 1239 se zúčastnil křížové výpravy, kde se dostal do zajetí a byl vězněn v Káhiře. Zemřel při návratu domů.
Z manželství s Beatrix z Viennois uzavřeného roku 1214 v Carcassonne se Amaurymu narodil jeden syn a čtyři dcery.